# Norbey Salazar
Norbey Salazar (Medellín, Antioquia; 10 de noviembre de 1987) es un futbolista colombiano que juega como mediocampista.

## Trayectoria

### Inicios
Nacido en Medellín, la capital del departamento de Antioquia, Norbey llegó a Bogotá para jugar en las divisiones inferiores de Independiente Santa Fe. En las inferiores santafereñas tuvo buenos partidos que le ayudaron a debutar como profesional. 

### Independiente Santa Fe
En 2006, siendo aún un menor de edad, debutó como profesional con Independiente Santa Fe. 

### Juventud Soacha
En el 2007, el volante se fue a préstamo al Juventud Soacha, equipo de la segunda división; donde tuvo chances y jugó buenos partidos. Allí destacó, por lo que en el 2010, tras 2 años jugando para el equipo de Soacha, regresó a Santa Fe. 

### Regreso a Santa Fe
En 2010, volvió al equipo donde se formó, y ese mismo anotó su primer gol como profesional contra el Deportes Tolima. Además, en el primer semestre del año, Norbey jugó 10 partidos válidos por la Categoría Primera A, teniendo buenos partidos. En el segundo semestre del año juega 2 partidos y debuta en un torneo internacional tras jugar unos minutos en la Copa Sudamericana. En 2011, jugó menor cantidad de partidos, por lo que se fue a Patriotas Boyacá.

### Patriotas
Para el 2012, deja nuevamente a Santa Fe, para ir a jugar a Patriotas Boyacá. En el equipo boyacense, fue titular durante casi todo el año, teniendo muy buenos partidos, siendo uno de los jugadores más destacados de su equipo. 

### Fortaleza
Tras un muy buen año con Patriotas, Salazar regresó a la ciudad de Bogotá, primero para jugar unos meses en Santa Fe, y luego se fue a jugar al Fortaleza F. C.. Allí tuvo muchas lesiones, por lo que no pudo jugar mucho ese año. En el 2014, con el ascenso de Fortaleza, Norbey juega varios partidos, retomando su nivel. 

### Tercera etapa en Santa Fe
En el segundo semestre del 2015, el volante regresa a Santa Fe, donde solo juega unos partidos amistosos. 
Posteriormente integra un club de fútbol aficionado de Bogotá llamado Sporting F.C.

### Llaneros
En el 2016, es confirmado como nuevo jugador del Club Llaneros de Villavicencio, regresando así al fútbol profesional.

## Plano personal
El 16 de agosto de 2020, Salazar fue herido con arma de fuego durante una riña, recibiendo dos impactos en la zona abdominal. Fue trasladado a la clínica San Rafael en el municipio de Pacho, Cundinamarca, donde se le realizó una laparatomía exploratoria que descartó lesiones en los órganos abdominales. Un día después, el centro médico anunció que el futbolista se encontraba recuperándose satisfactoriamente del incidente. Las autoridades capturaron al presunto agresor de Salazar.

## Clubes
| Club                   | País     | Año         |
| ---------------------- | -------- | ----------- |
| Independiente Santa Fe | Colombia | 2006        |
| Juventud Soacha        | Colombia | 2007 - 2009 |
| Independiente Santa Fe | Colombia | 2010 - 2011 |
| Patriotas Boyacá       | Colombia | 2012        |
| Fortaleza F. C.        | Colombia | 2013 - 2015 |
| Independiente Santa Fe | Colombia | 2015        |
| Llaneros               | Colombia | 2016        |
| Tigres F. C.           | Colombia | 2017        |
| Patriotas Boyacá       | Colombia | 2019        |

## Palmarés

### Copas internacionales
| Título            | Club                   | País     | Año  |
| ----------------- | ---------------------- | -------- | ---- |
| Copa Sudamericana | Independiente Santa Fe | Colombia | 2015 |